# Inseguendo la luce
Inseguendo la luce (titolo originale Chasing Daylight) è un libro autobiografico scritto da Eugene O'Kelly, ex amministratore delegato di KPMG, una delle maggiori società di revisione contabile statunitensi. La biografia vinse, tra gli altri premi, l'International Book Award del Financial Times.
L'autore era amministratore e presidente della società quando venne diagnosticato con un tumore inoperabile al cervello all'età di 53 anni. Lasciò il suo lavoro per tracciare un bilancio conclusivo della sua esistenza con gli amici e i propri familiari e scrisse questo libro per trasmettere a tutti quello che imparò dall'esperienza della sua vita e della sua morte.